# Danuta Dmowská
Danuta Małgorzata Dmowská provdaná Danuta Andrzejuková (* 1. března 1982 Varšava, Polsko) je bývalá polská sportovní šermířka, která se specializovala na šerm kordem. Polsko reprezentovala v prvním a druhém desetiletí jednadvacátého století. V roce 2005 získala titul mistryně světa v soutěži jednotlivkyň. S polským družstvem kordistek vybojovala v roce 2009 druhé místo na mistrovství světa v roce 2010 získala s družstvem titul mistryň Evropy.